# ژانگ یانمی
ژانگ یانمی (انگلیسی: Zhang Yanmei؛ زادهٔ ۲۶ دسامبر ۱۹۷۲) اسکیت‌باز سرعت اهل چین است.